# Kilian König
Kilian König es un deportista alemán que compitió en vela en la clase Flying Dutchman.
Ganó tres medallas de bronce en el Campeonato Mundial de Flying Dutchman entre los años 2015 y 2024, y una medalla de bronce en el Campeonato Europeo de Flying Dutchman de 2024.

## Palmarés internacional
| Campeonato Mundial | Campeonato Mundial               | Campeonato Mundial | Campeonato Mundial |
| Año                | Lugar                            | Medalla            | Clase              |
| ------------------ | -------------------------------- | ------------------ | ------------------ |
| 2015               | Sídney (Australia)               | Medalla de bronce  | Flying Dutchman    |
| 2016               | Steinhude (Alemania)             | Medalla de bronce  | Flying Dutchman    |
| 2024               | San Petersburgo (Estados Unidos) | Medalla de bronce  | Flying Dutchman    |
| Campeonato Europeo |                                  |                    |                    |
| Año                | Lugar                            | Medalla            | Clase              |
| 2024               | Cádiz (España)                   | Medalla de bronce  | Flying Dutchman    |